# Tránsito Montepeque
Tránsito Montepeque, né le 16 décembre 1980 à Sipacate, est un footballeur international guatémaltèque. Il évolue au poste d'attaquant.

## Carrière

### En club
Montepeque fait ses débuts en première division à l'âge de 23 ans avec Cobán Imperial. Il marque un important but avec l'équipe lors du match retour de la finale du tournoi de clôture de la saison 2004, permettant ainsi, en prolongations, de donner la victoire finale à Cobán Imperial.
Après une courte période passée au Xelaju MC, il est transféré au CSD Comunicaciones. Les premiers temps au club sont difficiles car la concurrence est importante avec Dwight Pezzarossi et Rolando Fonseca, tous deux internationaux et titulaires indiscutables.
Quelques années plus tard, Montepeque s'impose comme titulaire dans l’attaque du club. Il finit 2e meilleur buteur du tournoi d'ouverture 2009.
Il termine sa carrière au CSD Comunicaciones en 2015.

### En sélection
Tránsito Montepeque est sélectionné pour la première fois avec l'équipe du Guatemala le 18 juillet 2004 contre le Salvador lors d'un match amical. Il titulaire aux côtés de Dwight Pezzarossi, son ancien coéquipier du Comunicaciones.
Entre 2004 et 2010, Montepeque joue 11 matchs en équipe nationale. Il joue durant cette période exclusivement des matchs amicaux.
Il joue ses deux premiers matchs en compétition officielle, en janvier 2011, lors de la coupe UNCAF des nations 2011.
Il met fin à sa carrière internationale fin 2011, après 19 sélections et 5 buts marqués.

#### Buts internationaux
| # | Date             | Lieu                                                           | Adversaire | Score | Résultat | Compétition  |
| - | ---------------- | -------------------------------------------------------------- | ---------- | ----- | -------- | ------------ |
| 1 | 22 août 2007     | Estadio Rommel Fernandez, Panama, Panama                       | Panama     | 1-0   | 1-2      | Match amical |
| 2 | 4 septembre 2010 | Lockhart Stadium, Fort Lauderdale, États-Unis                  | Nicaragua  | 1-0   | 5-0      | Match amical |
| 3 | 4 septembre 2010 | Lockhart Stadium, Fort Lauderdale, États-Unis                  | Nicaragua  | 5-0   | 5-0      | Match amical |
| 4 | 7 septembre 2010 | Robert F. Kennedy Memorial Stadium, Washington DC, États-Unis  | Salvador   | 2-0   | 2-0      | Match amical |
| 5 | 17 novembre 2010 | Kennesaw State University Soccer Stadium, Marietta, États-Unis | Guyana     | 1-0   | 3-0      | Match amical |